# Barany (gromada)
Barany – dawna gromada, czyli najmniejsza jednostka podziału terytorialnego Polskiej Rzeczypospolitej Ludowej w latach 1954–1972.
Gromady, z gromadzkimi radami narodowymi (GRN) jako organami władzy najniższego stopnia na wsi, funkcjonowały od reformy reorganizującej administrację wiejską przeprowadzonej jesienią 1954 do momentu ich zniesienia z dniem 1 stycznia 1973, tym samym wypierając organizację gminną w latach 1954–1972.
Gromadę Barany z siedzibą GRN w Baranach utworzono – jako jedną z 8759 gromad na obszarze Polski – w powiecie lipnowskim w woj. bydgoskim, na mocy uchwały nr 24/8 WRN w Bydgoszczy z dnia 5 października 1954. W skład jednostki weszły obszary dotychczasowych gromad Barany, Grabiny i Krzyżówki ze zniesionej gminy Kłokock, obszar dotychczasowej gromady Gnojno ze zniesionej gminy Bobrowniki oraz obszar dotychczasowej gromady Lisek ze zniesionej gminy Szpetal w tymże powiecie. Dla gromady ustalono 21 członków gromadzkiej rady narodowej.
Gromadę zniesiono 31 grudnia 1959, a jej obszar włączono do gromad Radomice (wsie Barany, Grabiny i Krzyżówki oraz miejscowość Rutki), Bobrowniki (wieś Gnojno oraz miejscowości Lisek, Stara Rzeczna, Sowia Góra i Rumunki Brzustowo) i Łochocin (miejscowości Lisek Kolonia, Bednarka, Smólnik, Rumunki Mościska, Popiołkowo i Nowa Rzeczna) w tymże powiecie.